# Saransk Air Enterprise
Saransk Air Enterprise (Russisch: Авиалинии Мордовии) is een Russische luchtvaartmaatschappij met haar thuisbasis in Saransk.

## Geschiedenis
Saransk Air Enterprise is opgericht in 1995 als opvolger van Aeroflot's Saransk divisie.

## Vloot
De vloot van Saransk Air Enterprise bestaat uit: (nov.2006)
- 2 Antonov AN-24RV
- 2 Antonov AN-24V